# るるっぷ八戸
るるっぷ八戸（るるっぷはちのへ）は、南部バス(岩手県北自動車南部支社)が青森県八戸市において、一般路線として運行していた八戸市内循環コミュニティバスである。

## 概要
八戸市が住民の利便性に配慮し、八戸駅と中心市街地・観光地などを結ぶという目的で運行を開始した。なお、欠損額は八戸市と国が負担する。
しかし運行開始当初から並行する路線バスに客を奪われたことと、運賃が200円均一であったために近距離での利用には不向きだったことが、同路線の利用客に伸び悩んだ。国と市からの補助金が切れる2005年6月30日をもって運行を終了する予定だったが、2005年10月1日のダイヤ改正までの間は補助金なしで2005年9月30日までの期間を延長して運行されていた。しかし、2005年9月30日をもって、利用客の少ない「やわたうま」コースの運行を終了し廃止された。そして、2005年10月1日に「じょうもん」コースの一部経路を見直し、今まで利用者から要望があった「じょうもん」コースの経路の逆方向も組み入れ、両方向化とするダイヤに改正された（同時に、「じょうもん」コースの名称が廃止された）。改正の際、運賃がそれまでの200円均一から、実際に乗車した距離によって130円 - 最高200円までの対キロ区間制に変更し、今まで「るるっぷ八戸」では使用が認められなかった、南部バス・八戸市営バス・十和田観光電鉄バスの各社発行の回数券を使用しての乗車もできるようになった（これに伴い、るるっぷ八戸1日乗車券の販売が終了し、以降使用ができなくなった）。
2006年12月5日には、同社と特定非営利活動法人青森ITSクラブと共同で、るるっぷ八戸の走行位置や各停留所の到着予定時間をパソコン・携帯電話にて確認できる「到着予測情報サービス（バスロケーションシステム）」の運用を開始された（運営・管理は青森ITSクラブが担当）。これによって、特に冬期間における雪の中での長期間のバス待ちの負担などがなくなることから、利便性向上が期待できる（しかし、諸事情により2008年9月30日をもって休止したがこの度南部バス独自で導入したバスロケーションシステムを導入し12月24日より暫定的に再開後、2013年4月から正式に稼働した）。
2009年12月1日から4ヶ月間、昨年岬台団地〜ラピア・ピアドゥ線にて実施された八戸市立白銀南小学校の児童に続き、今回はるるっぷ八戸にて八戸市立是川小学校の児童：43名による車内アナウンスを担当することになった。
なお当路線は南部バスが補助金なしで運行している。
ところが、運行開始以来の赤字運行が続き、年間の赤字額が約1,500万円に上っていることから、収益改善を図るために2010年4月1日付けで一部ルートを見直し、二ツ家を通るルートから中居林を通るルートに変更した。最悪の場合、廃止される可能性もあることから、現状を知ってもらうため、利用状況を3か月毎にるるっぷ各車内にて告知を行うことになった。
その後も好転しなかったことから、2018年4月1日のダイヤ改正で一般路線バスとして「是川団地・新井田線」となり廃止となった。

## 担当営業所
- 岩手県北自動車南部支社八戸営業所

## 運行経路
2013年4月15日-2018年3月31日

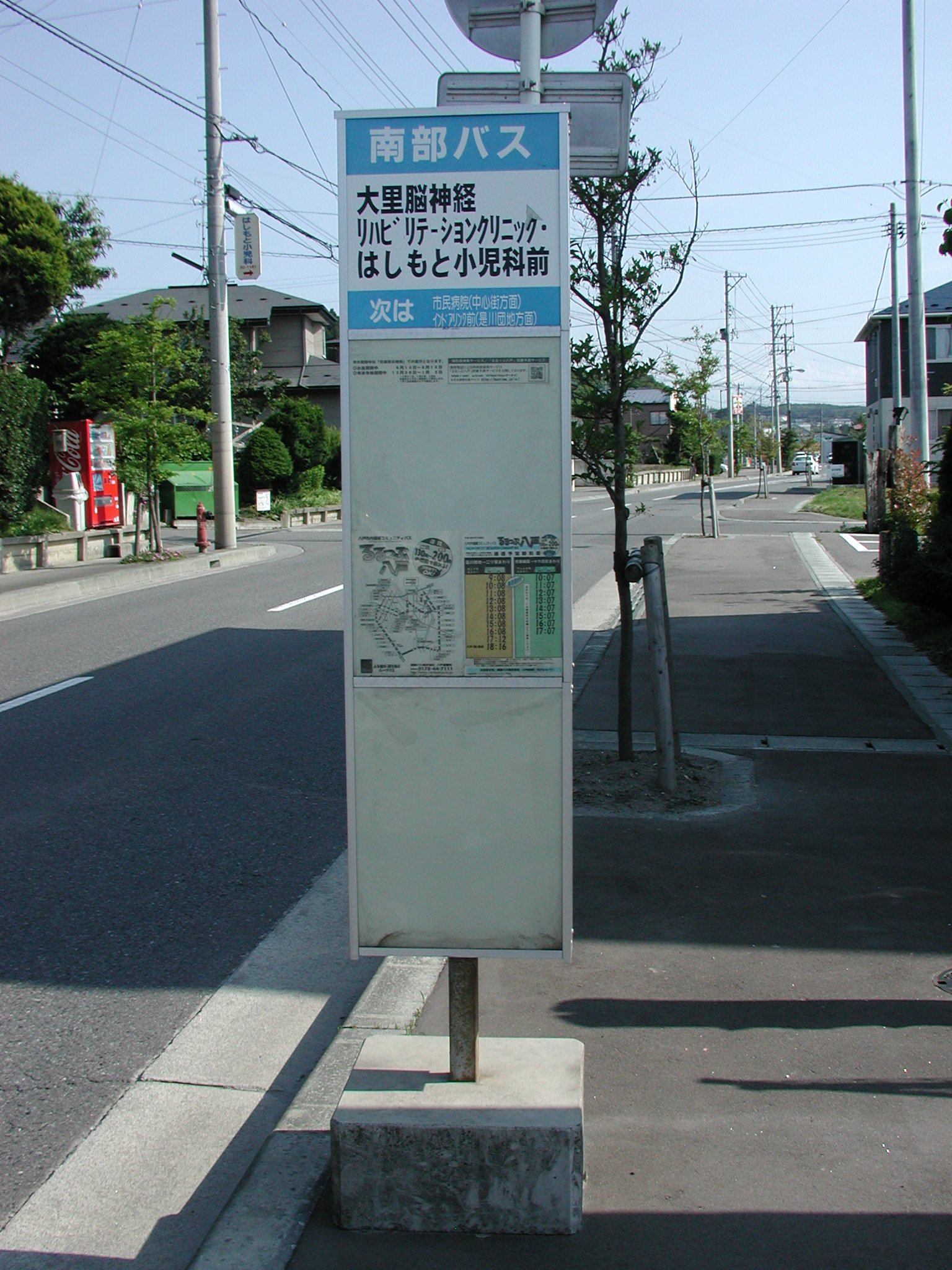
南部バス最長読みの停留所名称のポール（2008年6月撮影）

※：「太字」の停留所は、るるっぷ八戸のために設置され、同路線のみに停車する停留所である。なお、太字以外の区間は主要停留所のみを掲載する。
- 注1：停留所の読み数（記号・小文字を含む）が26個と、青森県内のバス事業者としてはもっとも読み数が多いバス停留所の名称である。
- 注2：同停留所では、かつては八戸市営バスが冬期間（主に冬休みを中心に）に臨時バスを運行していた。
- 注3：るるっぷ八戸では、市営のバスプールには乗り入れない（なお、同停留所始発の支所前経由中心街方面行は市営のバスプールからの発車となる）。
- 注4：経路中、「大里脳神経リハビリテーションクリニック・はしもと小児科前」 - 「新井田インドアリンク前」間に「新井田西三丁目」バス停留所（八戸市交通部が2009年4月1日付ダイヤ改正によって新たに設置）を通るが、るるっぷ八戸については当分の間は無停車（通過扱い）となる。
- 全区間、八戸圏域定住自立圏路線バス上限運賃化実証実験対象路線（初乗り：150円～、上限：200円の2段階制）。[3][4]

### 右まわり
- （専用車両「おんで」号で運行）

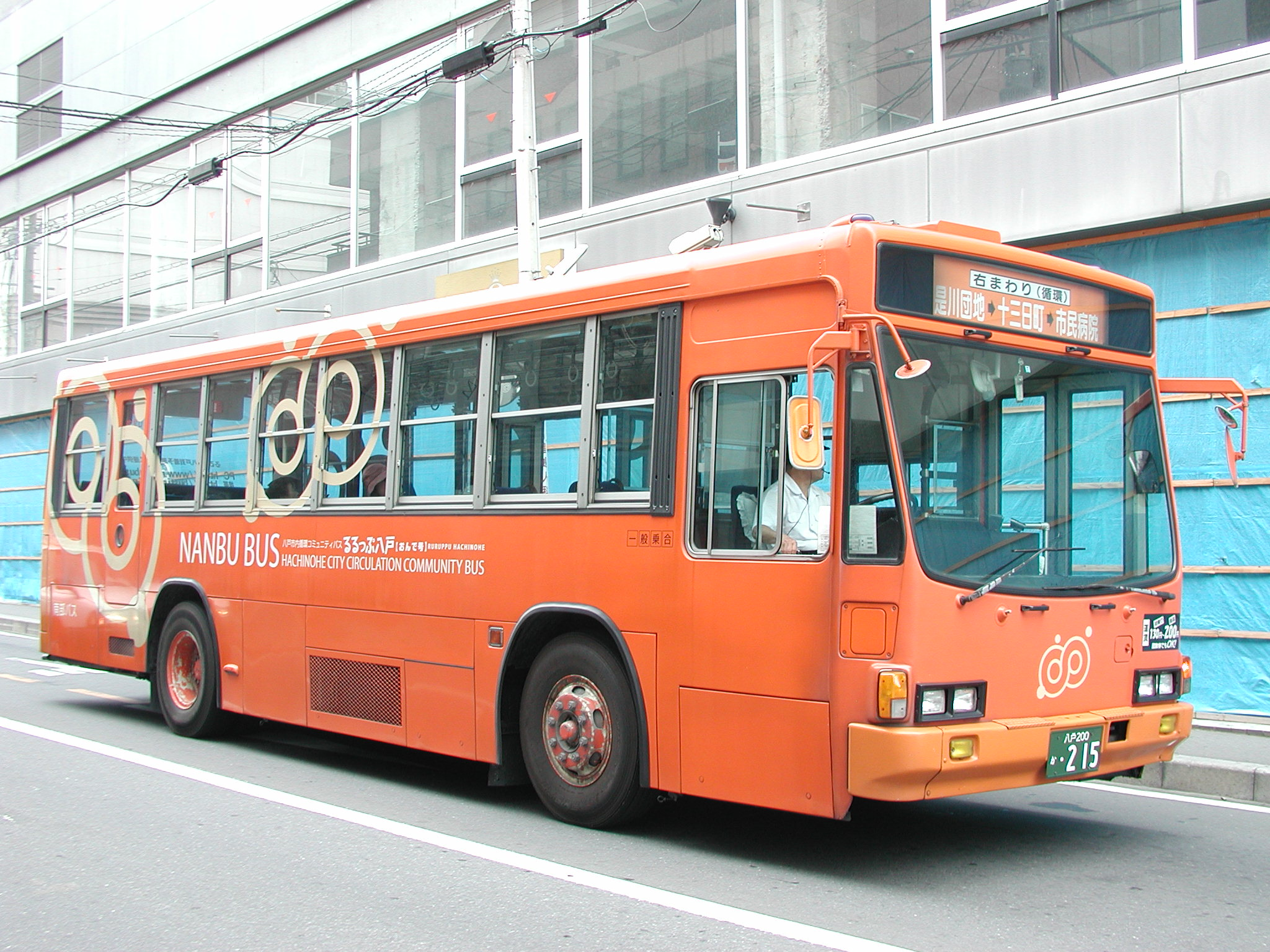
るるっぷ八戸 右まわり専用車両「おんで号」 八日町（中央通り）付近にて（2007年8月撮影）

是川団地→是川縄文館→是川遺跡・縄文学習館前→八重坂団地前→中居林→吹上栄町→吹上→寺横町→八戸中心街ターミナル（中央通り(3番のりば)）→長横町→吹上→一中前→西村耳鼻咽喉科・よしの整形外科入口→コープるいけ店前→類家南団地→はちのへ99クリニック前→イオン田向店→市民病院→大里脳神経リハビリテーションクリニック・はしもと小児科前（※1）→新井田公園（注2）→村田内科前→重地下→対泉院前→大館中学校前→東十日市→こどもの国通→商業高校前→志民→是川団地2丁目→是川団地（注3）
全区間の所要時間　70分

### 左まわり
- （専用車両「やぁんせ」号で運行）

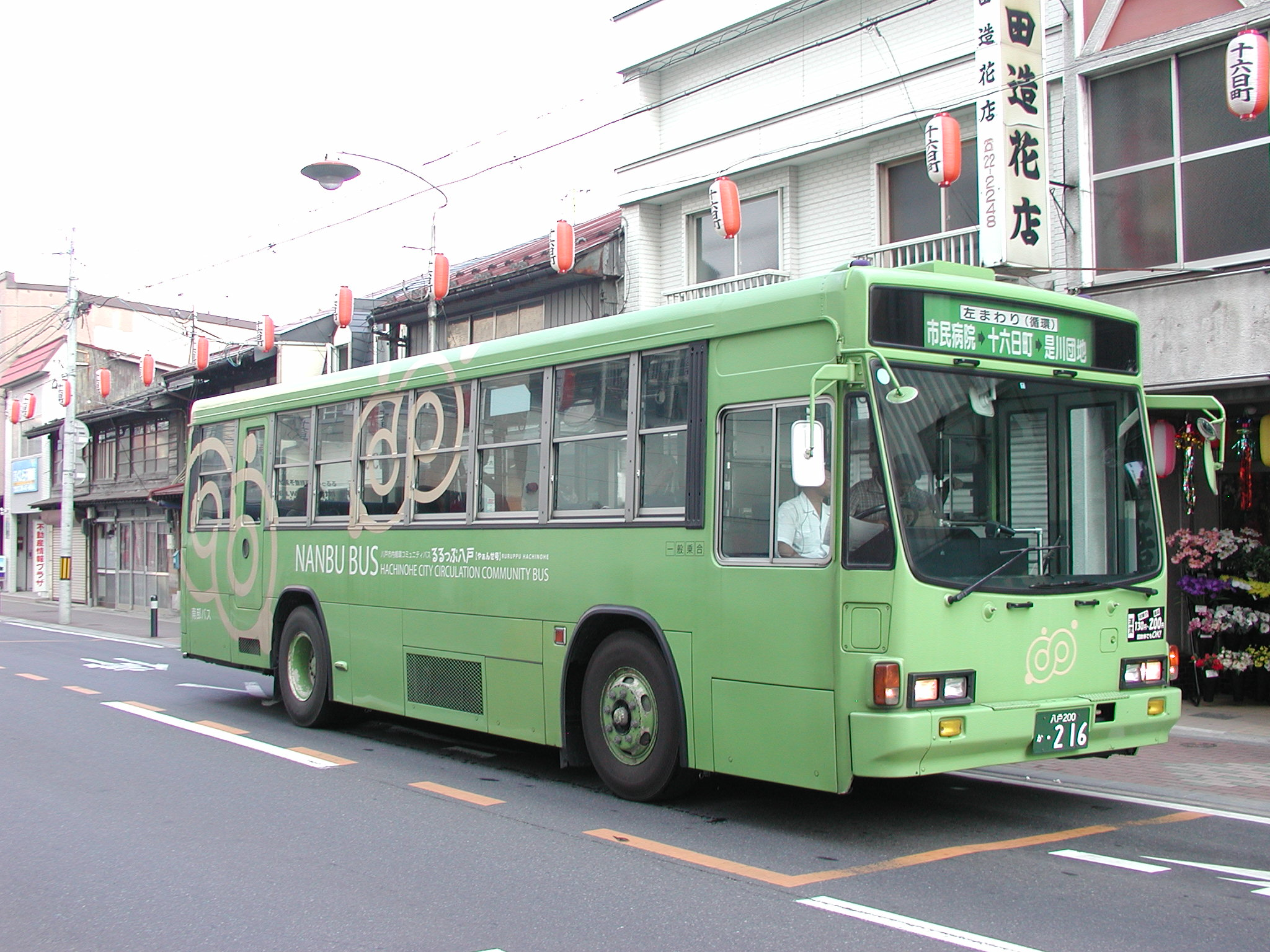
るるっぷ八戸 左まわり専用車両「やぁんせ号」 十六日町バス停付近にて（2007年8月撮影）

是川団地（注3）→是川団地2丁目→志民→商業高校前→こどもの国通→東十日市→大館中学校前→対泉院前→重地下→村田内科前→新井田公園（注2）→大里脳神経リハビリテーションクリニック・はしもと小児科前（※1）→市民病院→イオン田向店→はちのへ99クリニック前→類家南団地→コープるいけ店前→西村耳鼻咽喉科・よしの整形外科入口→一中前→吹上→寺横町→中心街ターミナル（中央通り(3番のりば)）→長横町→吹上→吹上栄町→中居林→八重坂団地前→是川縄文館→是川遺跡縄文学習館前→是川団地
全区間の所要時間　70分

### 過去の運行経路
2003年7月1日 - 2005年9月30日
運行経路上の全停留所を掲載する。
※：「太字」の停留所は、るるっぷ八戸のために設置され、同路線のみに停車された停留所である。
- 注1：同停留所では、かつて存在した八戸市営バス「馬淵大橋線（循環）」の運行ルート上にあった。
- 注2：八戸市営バス「一日市」停留所隣接・南部バスへ移管後も、同コース廃止までは名称は変更されなかった。
- 注3：同停留所では、かつては八戸市営バスが冬期間（主に冬休みを中心に）に臨時バスを運行していた。
- 注4：るるっぷ八戸では、市営のバスプールには乗り入れなかった（これについてはルート変更後も継続されている<ただし、現在南部バスに移管されている支所前経由は市営のバスプールからの発車となる>）。

#### じょうもん号 - やわたうま号直通系統
＜じょうもん号＞八戸営業所→二ツ家→長者中学校前→上大杉平→八高前→平中→新荒町→荒町→二十三日町→＜やわたうま号＞十三日町→三日町（さくら野前）→市庁前→本八戸駅→城下1丁目→合川（注1）→下長→八食センター→卸センター入口→中坪→卸センター通→二日市→合同庁舎前→一番町→八戸駅→西公園前→雇用促進櫛引住宅前（注2）→一日市生活館前→一日市口→八幡→神社前（櫛引八幡宮）→下八幡→上田面木→田面木→松園町→馬場→博物館・根城の広場前→江南小学校前→根城コミュニティーセンター前→長根2丁目→長根→長根総合運動公園前→＜じょうもん号＞十三日町→八日町（beFM前）→二十八日町→舘花下→市民センター前→類家4丁目→類家5丁目→新井田インドアリンク前（注3）→重地下→重地→対泉院前→中町→山道→大館中学校前→松館口→東十日市→赤坂→こどもの国通→（こどもの国経由：こどもの国前/商業高校経由：商業高校前→楢館）→志民→岩ノ沢→是川団地1丁目→是川団地2丁目→是川団地（注4）→是川遺跡・縄文学習館前→中居→笹子→中央団地→八戸営業所
全区間の所要時間 1時間51 - 58分

#### じょうもん号
（平日朝夕に運行）
八戸営業所→二ツ家→長者中学校前→上大杉平→八高前→平中→新荒町→荒町→二十三日町→十三日町→八日町（beFM前）→二十八日町→舘花下→市民センター前→類家4丁目→類家5丁目→新井田インドアリンク前（注3）→重地下→重地→対泉院前→中町→山道→大館中学校前→松館口→東十日市→赤坂→こどもの国通→（こどもの国経由：こどもの国前/商業高校経由：商業高校前→楢館）→志民→岩ノ沢→是川団地1丁目→是川団地2丁目→是川団地（注4）→是川遺跡・縄文学習館前→中居→笹子→中央団地→八戸営業所
全区間の所要時間 50 - 54分
2005年10月1日-2010年3月31日
廃止区間のみを掲載する。

### 旧：右まわり
- （専用車両「おんで」号で運行）

八戸営業所→二ツ家→長者中学校前→上大杉平→八高前→平中→新荒町→荒町→二十三日町→十三日町→八日町（中央通り）･･･（この間は現在運行されている経路と同じ）･･･→是川遺跡・縄文学習館前→中居→笹子→中央団地→八戸営業所
全区間の所要時間 57分

### 旧：左まわり
- （専用車両「やぁんせ」号で運行）

八戸営業所→中央団地→笹子→中居→是川遺跡・縄文学習館前･･･（この間は現在運行されている経路と同じ）･･･寺横町→十六日町→二十六日町・神明宮前→新荒町→平中→八高前→上大杉平→長者中学校前→二ツ家→八戸営業所
全区間の所要時間 57分

## 沿革
- 2003年7月1日 - 運行開始。
- 2005年9月30日 - 「やわたうま」コースが運行終了し廃止。
- 2005年10月1日 - 「じょうもん」コースの経路の一部を見直し、その経路を右まわり・左まわりに変更されたダイヤに改正（「じょうもん」コース名称廃止）。
- 2006年12月5日 - 特定非営利活動法人青森ITSクラブと共同で、るるっぷ八戸の到着予測サービスを開始（PC・携帯電話にて「るるっぷ八戸」両コースの到着予測を確認できるサービス）。
- 2008年9月30日 - 同日の運用をもって、るるっぷ八戸の到着予測サービスを休止
- 2008年12月24日 - るるっぷ八戸の到着予測サービスを暫定的に再開（1月中に公式版を再開する）
- 2009年10月23日 - 岬台団地 - ラピア・ピアドゥ線で実施されている「ハロウィン装飾バス」をるるっぷ八戸でも実施（同年10月31日まで）。[7]

2009年ハロウィン装飾バス
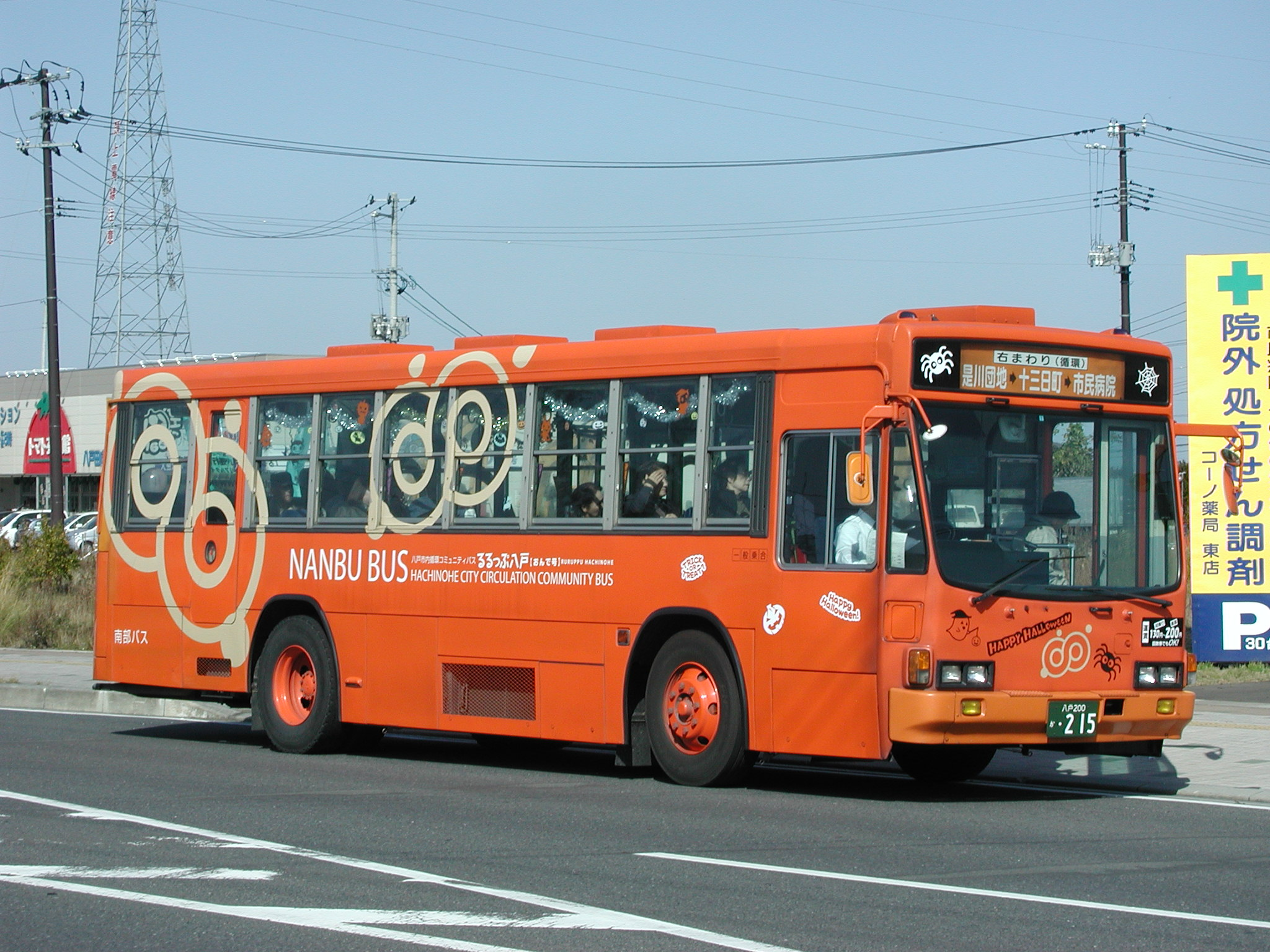
おんで号：右まわり
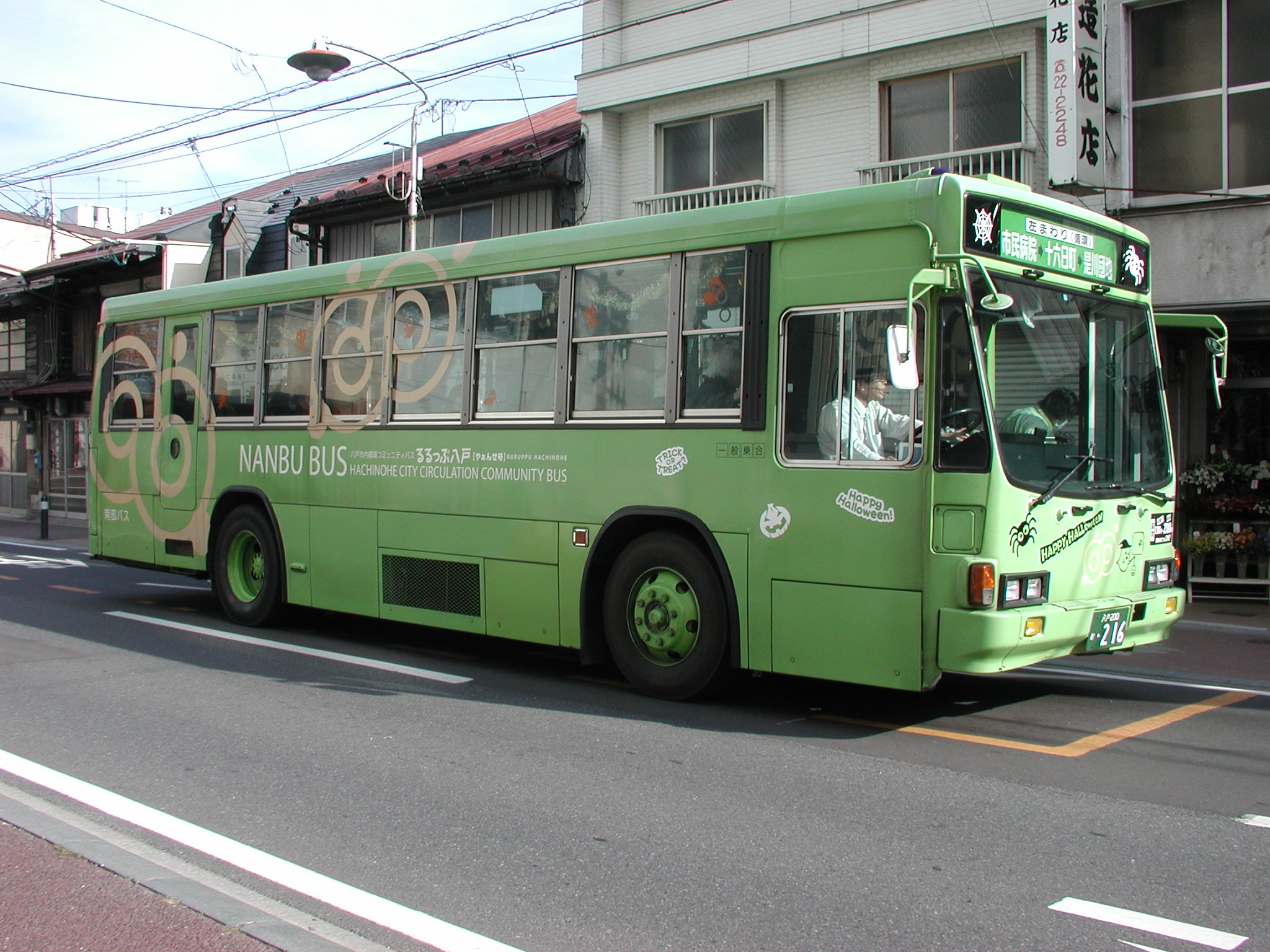
やぁんせ号：左まわり

- 2009年12月1日 - 車内アナウンス内容を八戸市立是川小学校の児童たちのものに変更（2010年3月31日まで実施予定）。[1]
- 2009年12月5日 - 岬台団地 - ラピア・ピアドゥ線で実施されている「X'masバス」をるるっぷ八戸でも実施（同年12月25日まで）。[8]
- 2010年4月1日 - 運行経路を二ッ家経由（是川遺跡縄文学習館前 - 八戸営業所 - 新荒町 - 八日町/十六日町）から「中居林経由（是川遺跡縄文学習館前 - 中居林 - 吹上 - 中心街）」に再編、始発基準停留所（乗務員交替）を八戸営業所から「是川団地二丁目」に変更。南部バス一般路線バス並行区間に限り定期券の乗車を認める（るるっぷ運賃設定の定期券は発売せず）。
- 2010年9月1日 - 2007年より岬台団地 - ラピア・ピアドゥ線で実施されてきた「キリギリスバス」（協力：すず虫とキリギリスを愛する会）を、今年度はるるっぷ八戸にて実施（同年10月初旬頃まで）。[9]
- 2011年10月1日 - 「路線バス上限運賃化実証実験」の開始に従い、初乗り：150円・上限：200円の2段階運賃に改定。[3][4]
- 2012年12月16日 - 所要時間の見直しで、1周1時間10分間隔の運行になる。[10]
- 2013年4月1日 - 運行経路に是川縄文館とイオン田向店を追加。左まわりの始発と右まわりの終点が志民から中心街ターミナル（中央通り）に変更。[11]
- 2013年4月15日 - 左まわりの運行経路を一部変更。[12]
- 2017年3月1日 - 南部バスの事業譲渡に伴い、運行を岩手県北自動車南部支社へ移管。
- 2018年3月31日 - この日をもって廃止。

## その他
- 一般路線バスと区別させるため、車両正面に「るるっぷ八戸」の看板を付けて運行する。
- 以前の専用車は2台とも都営バスの中古車（いすゞ+IKコーチボディー、1991年製<元都営X代 2003年除籍>）となっていた。
- 運賃は乗車された区間により、150円と200円の2段階制（200円に達するまでは並行する路線バスと同額）。2011年9月30日までは130円から200円までの運賃だった。
- 運行経路上に並行する他の路線バスの200円を超える区間については通常運賃となる。
- 南部バス・八戸市営バス・十和田観光電鉄の各社発行の回数券、南部バス一日乗車券、八戸えんじょいカード、八戸市から交付される「はつらつ共通バス券」（高齢者）・「ほほえみ共通バス券」（障害者等）の利用もできる。
- 後乗り前降りの整理券方式の後払い（2005年9月30日までは均一制だったため、整理券は不要だった）。
- 乗務員は是川団地2丁目で数分停車の時に交代する（2010年3月までは八戸営業所にて交代を実施した。右回り線では中心街方面行きのバス停にて、また、左回り線では道路上の都合などから営業所敷地内にて<ただし乗客の扱いは、降車については営業所敷地内となり、乗車については中心街方面行きの向かい側の市野沢/軽米方面行きのバス停からとなる>、それぞれ交代した）。